# Herrarnas åtta med styrman i rodd vid olympiska sommarspelen 1984
Herrarnas åtta med styrman i rodd vid olympiska sommarspelen 1984 avgjordes mellan den 31 juli och 5 augusti 1984.

## Medaljörer
| Gren             | Guld | Silver | Brons |
| Åtta med styrman | Kanada Blair Horn Dean Crawford Michael Evans Paul Steele Grant Main Mark Evans Kevin Neufeld Pat Turner Brian McMahon (styrman) | USA Chip Lubsen Andrew Sudduth John Terwilliger Christopher Penny Tom Darling Fred Borchelt Charles Clapp III Bruce Ibbetson Bob Jaugstetter (styrman) | Australien Craig Muller Clyde Hefer Samuel Patten Tim Willoughby Ian Edmunds James Battersby Ion Popa Stephen Evans Gavin Thredgold (styrman) |

## Resultat

### Final
| Placering | Roddare | Land           | Tid     |
| --------- | --- | -------------- | ------- |
| 1         | Blair Horn, Dean Crawford, Michael Evans, Paul Steele, Grant Main, Mark Evans, Kevin Neufeld, Pat Turner och Brian McMahon                                                      | Kanada         | 5:41,32 |
| 2         | Chip Lubsen, Andrew Sudduth, John Terwilliger, Christopher Penny, Tom Darling, Fred Borchelt, Charles Clapp III, Bruce Ibbetson och Bob Jaugstetter                             | USA            | 5:41,74 |
| 3         | Craig Muller, Clyde Hefer, Samuel Patten, Tim Willoughby, Ian Edmunds, James Battersby, Ion Popa, Stephen Evans och Gavin Thredgold                                             | Australien     | 5:43,40 |
| 4         | Nigel Atherfold, Dave Rodger, Roger White-Parsons, George Keys, Greg Johnston, Chris White, Andrew Stevenson, Mike Stanley och Andrew Hay                                       | Nya Zeeland    | 5:44,14 |
| 5         | Duncan McDougall, Chris Mahoney, Salih Hassan, Clive Roberts, Adam Clift, John Pritchard, Malcolm McGowan, Allan Whitwell och Colin, Lord Moynihan                              | Storbritannien | 5:47,01 |
| 6         | Alain Duprat, Dominique Lecointe, Thierry Louvet, Patrick Vibert-Vichet, Jacques Taborski, Jean-Jacques Martigne, Olivier Pons, Bernard Chevalier och Jean-Pierre Huquet-Balent | Frankrike      | 5:49,52 |
| 7         | Mario Castro, Carlos Neyra, Zibor Llanos, Giorgio Vallebuona, Alejandro Rojas, Víctor Contreras, Rodolfo Pereira, Marcelo Rojas och Rodrigo Abasolo                             | Chile          | 6:07,03 |